# Desmos viridiflorus
Desmos viridiflorus Saff. – gatunek rośliny z rodziny flaszowcowatych (Annonaceae Juss.). Występuje endemicznie w Indiach – w stanach Kerala oraz Tamilnadu. 

## Morfologia
PokrójZimozielone i zdrewniałe liany. Młode pędy są owłosione.
LiścieMają kształt od owalnie lancetowatego do podłużnie lancetowatego. Mierzą 7,5–14 cm długości oraz 2,5–4,5 cm szerokości. Od spodu są pokryte białymi włoskami. Nasada liścia jest zaokrąglona. Blaszka liściowa jest o spiczastym wierzchołku. Ogonek liściowy jest owłosiony i dorasta do 20–25 mm długości.
KwiatySą pojedyncze, rozwijają się w kątach pędów. Działki kielicha mają owalny kształt, są owłosione i dorastają do 15 mm długości. Płatki mają lancetowaty kształt i osiągają do 2,5–6,5 cm długości. Kwiaty mają owłosione słupki o kształcie od podłużnego do równowąskiego i długości 1–2 mm.

## Biologia i ekologia
Rośnie w wiecznie zielonych lasach. Kwitnie w kwietniu, natomiast owoce pojawiają się w październiku.